# Вік-енд у Парижі
«Вік-енд у Парижі» — британсько-французький кінофільм режисера Роджера Мишелль, що вийшов на екрани в 2013.

## Сюжет
Подружня пара через багато років після медового місяця повертається в Париж у спробі освіжити шлюб. У столиці Франції вони зустрінуть старого приятеля, якому вдається вдихнути в охололі відносини нове життя.

## У ролях
| Актор               | Роль |
| ------------------- | ---- |
| Джим Бродбент       | -    |
| Ліндсі Дункан       | -    |
| Джефф Голдблюм      | -    |
| Оллі Олександр      | -    |
| Софі-Шарлотт Юссон  | -    |
| Ксав'єр Де Гійбон   | -    |
| Марі-Франс Альварез | -    |
| Брайс Боже          | -    |
| Шарлотта Лео        | -    |
| Лі Міхельсен        | -    |

## Знімальна група
- Режисер — Роджер Мишелль
- Сценарист — Ханіф Курейши
- Продюсер — Кевін Лоудер, Луїса Дент, Бертран Фавре
- Композитор — Джеремі Семс